# Pierre d'Ailly
Pierre d'Ailly (en latín Petrus Aliacensis, Petrus de Alliaco) (Compiègne, 1351-Aviñón, 9 de agosto de 1420) fue un filósofo, cartógrafo, astrónomo, geógrafo y teólogo, sacerdote, obispo y administrador apostólico francés que escribió un tratado cosmográfico en 1410, el Imago Mundi (imagen del mundo).

## Biografía
D'Ailly nació en Compiègne en 1350 o 1351 de una familia burguesa próspera. Estudió en París, recibiendo la licenciatura en artes en 1367 y la maestría un año después. Estuvo activo en los asuntos universitarios desde 1372. D'Ailly se dedicó a la enseñanza de la Biblia en 1375 y de Las oraciones de Pedro Lombardo desde 1376 hasta 1377. Recibió la licenciatura y el doctorado en teología en 1381. Ingresó en el Colegio de Navarra de París, ejerciendo como rector desde 1384. Juan Gerson y Nicholas de Clémanges fueron sus alumnos.
D'Ailly saltó a la fama por ser el protagonista de los principales esfuerzos de la universidad para asegurar la eliminación de John Blanchard como director ("chancellor") de la Universidad de París. Blanchard fue acusado por d'Ailly de abuso de autoridad. D'Ailly fue rector de la Universidad de 1389 a 1395, y fue sucedido por Gerson. Ambos participaron en la expulsión de la Orden Dominica de la universidad por negarse a aceptar la idea de la Inmaculada Concepción de la Virgen María y en el esfuerzo por poner fin al Cisma de Aviñón mediante un concilio ecuménico. D'Ailly, aunque indeciso al principio para abrazar la solución conciliar al Cisma, participó tanto en el Concilio de Pisa (1409) como en el Concilio de Constanza (1414-18). Con Gerson, d'Ailly fue uno de los principales teólogos del Concilio de Constanza.
A partir de entonces, la carrera eclesiástica de D'Ailly prosperó notablemente. Fue nombrado Obispo de Le Puy (1395), Obispo de Noyon y Obispo de Cambrai (1397). El antipapa Juan XXIII le nombró cardenal en 1411, siendo conocido desde entonces como Cardenal de Cambrai. También fue nombrado capellán real y "almoner" (miembro adscrito a la Casa Real de Francia).
Escribió extensamente sobre el Cisma, la reforma, la astrología y otros temas. Sus ideas sobre los poderes del Colegio Cardenalicio y la infalibilidad del Consejo General fueron muy influyentes.
Sus opiniones sobre la astrología, expresadas en varias obras, trataron de equilibrar la omnisciencia divina y el libre albedrío humano. Los escritos de D'Ailly sobre el Cisma manifiestan la gravedad de la crisis y la necesidad de una reforma en un contexto apocalíptico. Su astrología también estaba atada al Cisma, tratando de discernir si la división de la iglesia era una señal de la venida del Anticristo.
Después del concilio, D'Ailly regresó a París. Cuando en la guerra civil de Francia la facción borgoñona se apoderó de París en 1419, matando a algunos profesores en la revuelta, D'Ailly huyó al sur y se retiró a Aviñón. Su antiguo alumno Gerson se instaló cerca en una casa de la orden celestina. D'Ailly murió en 1420. Sus obras comenzaron a aparecer en la imprenta antes de finales del siglo XV.

## Teoría delImago Mundi
D'Ailly consideraba que existía una simetría en la configuración de los continentes, lo que influyó en Cristóbal Colón (que estaba en posesión de una edición del Imago Mundi impresa en Lovaina hacia 1483) motivándole a embarcarse hacia las Indias. La teoría de la Imago Mundi planteaba que existían cuatro continentes, dos en el norte y dos en el sur, o bien, vistos desde otra perspectiva, dos en el este y dos en el oeste. Esto daba como resultado un continente al norte, que era Europa; y otro al sur, que era África, ambos en el lado este del globo, por lo que sostiene que la Tierra es redonda. Del lado oeste se encontraba otro continente al norte, que era Asia; y la otra extensión de tierra debía encontrarse al sur. Sin embargo era un continente desconocido; el que se encargó de encontrar Cristóbal Colón. Es por este motivo que Colón consideraba que había navegado en aguas australes, es decir, al sur del ecuador, pues tenía idea de haber llegado al sur de Asia.

## Obras

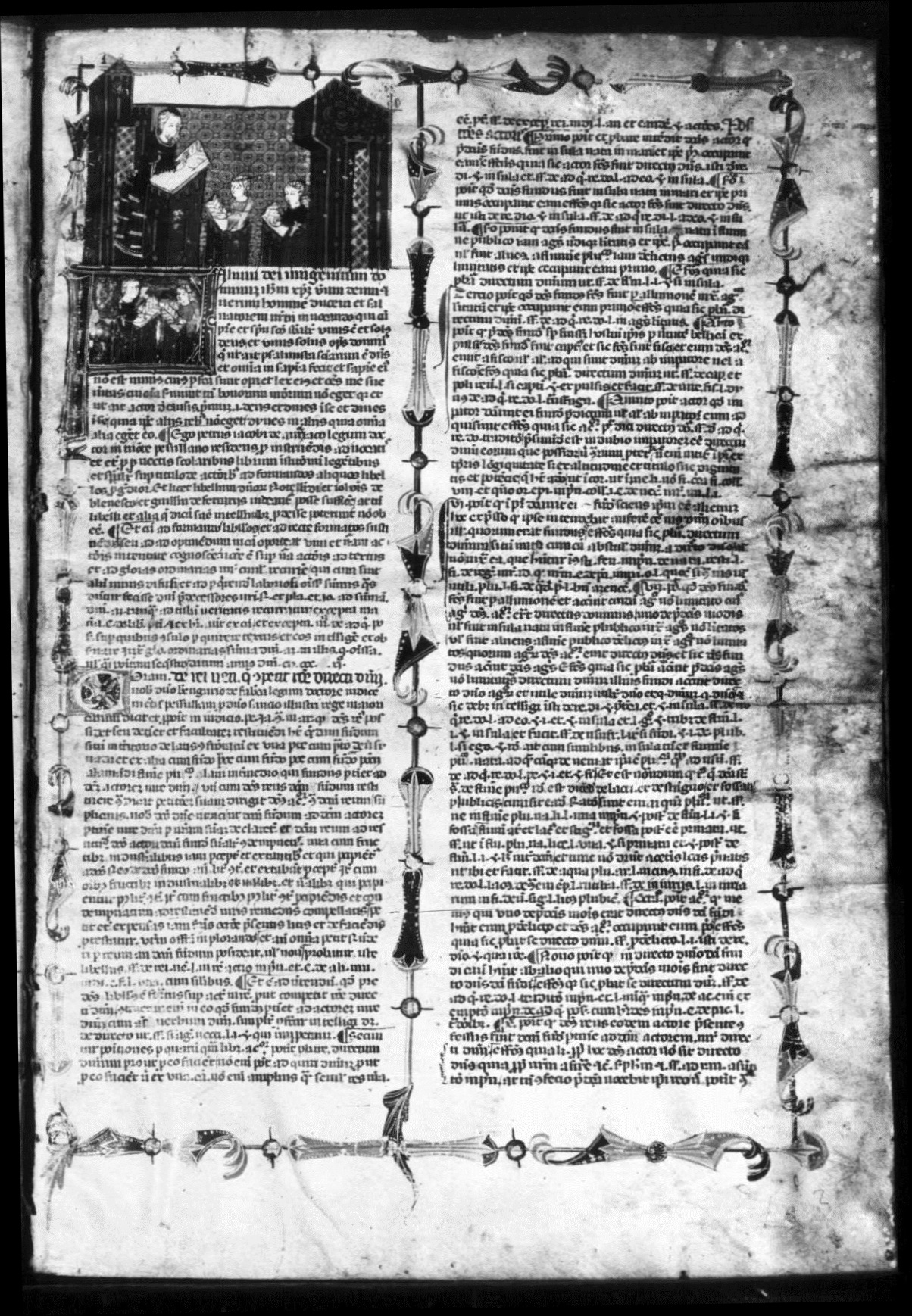
Lectura ad formandos libellos, manuscrito. Toledo, Biblioteca de la Catedral de Toledo.

Además de la Imago Mundi publicó algunas obras para fomentar la reforma de la Iglesia:
- De notoriis focaristis
- Super reformatione Ecclesiae
- Capita agendorum in concilio generali de reformatione Ecclesiae
- Quaestiones súper libros Sententiarum  (1376-1377), reimpresión anastática de la edición de 1490: Frankfurt am Main: Minerva, 1968.
- Petri de Alliaco Questiones súper primum, tertium et quartum librum Sententiarum, cura et studio Mónica Brinzei, Turnhout: Brepols, 2013 ss.
- Ymago Mundi de Pierre d'Ailly , Edmond Burton (ed.), París:. Maisonneuve Frères, 1930, 3 vols, vol. 1 en línea  aquí .
- De concordia astronomice veritatis et narrationis historice (1414). [13]
- Tractatus de Concordantia theologie et astronomie (1414).
- Destructiones modorum significandi, L. Kaczmarek (ed.), Ámsterdam: GB Grüner, 1.994.
- Tractatus de ánima, O. Pluta (ed.), En Die philosophische Psychologie des Peter von Ailly , Ámsterdam: GB Grüner, 1987.
- Tractatus súper De consolatione philosophiae, M. Chappuis (ed.), Ámsterdam: GB Grüner, 1988.
- Conceptus et Insolubilia París, c. 1495.
- Conceptos e insolubles: traducción anotada, Paul Vincent Spade (ed.), Dordrecht: Reidel, 1980.
- Significandi Destructions modorum. Conceptus et Insolubilia, Lyons ca. 1490/95.
- Tractatus exponibilium, París 1494.

## Reconocimientos
- En la publicación titulada El 18 Brumario de Luis Bonaparte, Karl Marx refiere que d'Ailly había dicho a los defensores de la reforma de la ética en el Concilio de Constanza que:

"Sólo el diablo en persona todavía puede salvar a la Iglesia Católica, y pides ángeles."

- En su condición de cosmógrafo célebre, el cráter lunar Aliacensis lleva este nombre en su honor.